# Andrônico Pereira Filho
Andrônico Pereira Filho mais conhecido como Androninho (Camboriú, 8 de agosto de 1946) é um comerciante e político brasileiro.
Filho de Andrônico Pereira e de Maria Ana Rocha Pereira. Casou com Regina Rodrigues Pereira.
Foi prefeito de Camboriú, de 1983 a 1988. Em 1990 concorreu ao cargo de deputado estadual para a Assembleia Legislativa de Santa Catarina, pelo PMDB, obtendo 10.011 votos e a segunda suplência, sendo convocado para 12ª Legislatura (1991-1995).